# Rave (manga)
Rave (レイヴ Reivu?) conocido en América como Rave Master, es un manga escrito e ilustrado por Hiro Mashima del cual se hizo también más tarde una versión anime titulado Groove Adventure RAVE. El manga, fue publicado en Japón por Kodansha, y tiene un total de 35 tomos. El anime tiene 51 episodios de duración normal (24 minutos), que fueron producidos por Studio DEEN y emitidos en el canal japonés TBS desde el 13 de octubre de 2001 hasta el 28 de septiembre de 2002, pero no se concluyó la historia.

## Argumento
Todo comienza hace 50 años cuando las fuerzas de la oscuridad (Darkbring) amenazaron al mundo. Shiba, el primer Rave Master, procuró destruir la Darkbring con su espada de Cafuerte mediante una explosión, pero dicha explosión, llamada Overdrive, provocó la destrucción del 10% del mundo y también provocó que las piedras Rave se esparcieran por diferentes partes del mundo al igual que las Darkbring. Quedando sólo la piedra de Shiba, la cual sirve para activar la espada.
50 años después, en el presente, aparece Haru Glory, un chico que vive con su hermana en Isla Garage. Un día mientras está pescando, descubre una criatura extraña de color blanco con puntos negros como ojos y con un cuerno como nariz. Al principio lo llaman "Shabutaro", hasta que Shiba, revela que su nombre verdadero es "Plue" y que es portador del Rave.
Más tarde, un miembro de los Demon Card (la organización que tiene las Darkbring), exige a Shiba que entregue la Rave, pero Shiba intenta defenderse aunque no puede activarla. Haru coge la Rave, la activa y defiende a Shiba. Este último le dice que es su sucesor y le regala la espada para que vaya en busca de las Rave restantes. Así es como se convierte en el segundo Rave Master.

## Personajes
- Haru Glory: Haru es el protagonista. Vive solo con su hermana mayor Cattleya en la isla Garage. Después de su encuentro con Shiba, se vuelve el sucesor para ser Rave Master, y es capaz de controlar los poderes de la piedra Rave. Deja la isla con la misión de impedir que la organización Demon Card domine el mundo, en compañía de Plue y más adelante de Elie, Musica y Griffon. Posee la espada Diez Mandamientos que detrás de una forma más bien banal, oculta un arma que puede tomar 10 formas diferentes. Haru es un muchacho abierto, generoso, muy temerario y listo, muy protector con aquellos que aprecia. También es muy fuerte, ya que ha estado luchando por cuidar a su hermana desde la muerte de su madre. Su padre, Gale, desapareció cuando él era pequeño y no lo ha vuelto a ver. Espera un día encontrarlo y conocer las verdaderas razones de su partida. A medida que pasa la historia se va viendo como Haru desarrolla fuertes sentimientos hacia Elie, llegando a ser muy protector con ella y a cuidarla mucho. Su frase hacia ella es: "Elie, no te protejo porque seas débil, sino porque te quiero" y en una ocasión menciona que a pesar de ser un poco tonta y torpe, ama su forma de ser y su sonrisa. Haru además es el futuro esposo de Elie y el futuro padre de Levin (hijo de ambos).

- Elie: Conocida como experimento "3173" lo que al revés se lee "Elie". Es una chica sin memorias ni recuerdos que ama jugar en los casinos y tiene mucha suerte para ganar. Se encuentra con Haru primero en el Casino de ciudad HipHo y luego en una carrera de perros en donde estaba compitiendo Plue, siendo salvada por Haru. Suele usar para protegerse armas de aspecto de tonfas las cuales tienen un gran efecto explosivo. Tiene gran parecido con Resha Valentine, la chica que con el poder de Etherion creó la piedra Rave. Elie posee el Etherion en su cuerpo, por lo cual a principios de la serie casi es exterminada por Sieghart, un guardian del tiempo que tiene como objetivo destruir a Etherion. Como no sabe como controlar el poder de Etherion, el cual puede destruir su cuerpo, este poder es sellado por Haru para evitar que destruya al mundo. Suele ser muy torpe y un tanto tonta pero muchas veces es hábil y útil. Luego se ve que Elie realmente es Resha, quien fue inducida a un sueño que preservaría su juventud hasta que el nuevo Rave Master apareciera, siendo despertada cuando Sieghart explotó el laboratorio en donde ella estaba. Elie además es la futura esposa de Haru y madre de Levin (hijo de ambos).

- Plue: Plue es un animal extraño que se asemeja a un pequeño muñeco de nieve con un cuerno espiral en el lugar de la nariz. Otra particularidad que tiene es la facultad de curar heridas. Su cuerpo se vuelve suave y blando cuando se hunde en el agua caliente. Plue es en realidad un animal legendario: el portador de la piedra Rave, y puede saber el lugar donde se encuentran los fragmentos de Rave. Shiba lo buscó durante 50 años, desde el Overdrive, donde los pedazos de Rave se dispersaron. Luego se convierte en el camarada de Haru. Plue es muy codicioso y adora los caramelos, en particular las piruletas. Es también un gran cómico a pesar suyo, ya que su voluntad de hacer bien las cosas lo lleva a menudo a verse en situaciones peligrosas. Solo puede decir la palabra *POON*, que solo Griffon sabe descifrar. Plue también aparece como personaje en los mangas de Fairy Tail y Edens Zero, series del mismo autor.

- Hamrio Musica: Hamrio Musica es el jefe de una banda de ladrones conocida como banda de ladrones Silver Rythm. Musica es un “Silverclaimer”, capaz de manipular cualquier objeto hecho de plata de cualquier forma que él quisiera que fuera. Tiene también tres pírsines en su ojo izquierdo, y fuma mucho (para parecer "chico duro"). Fue criado por Rizé, un Silver Claimer que lo rescató después de que su familia entera fuera asesinada. Es un muchacho muy seguro de sí mismo, pero le es difícil acercarse a las personas. Posee y pilota una especie de nave voladora a la que él mismo llama Advenimento o Advent. El collar del cráneo que él usa, llamado Silver, le da esta capacidad. Puede transformar la plata en casi cualquier clase de arma o de herramienta como y cuando lo necesite. Se convirtió en el mejor y más cercano amigo de Haru, ayudándole en su búsqueda de la piedra Rave, mientras buscaba para sí el "Rayo de Plata".

- Let Dahaka: Perteneciente a la raza hombre-dragón, es uno de los compañeros de Haru Glory y uno de los luchadores más poderosos de la serie. Los beneficios de la ayuda de Let es que no sólo es un luchador poderoso, sino que su conocimiento del mundo fuera de Symphonia es realmente extenso. Junto a su novia, Julia, presta su ayuda a Haru para traer la paz al mundo. Junto con su fuerza, velocidad y resistencia abrumadoras, Let posee los sentidos del oído y olfato hiperdesarrollados, la capacidad de manipular y exhalar fuego y también puede comunicarse con los dragones.

- Julia: Es de la raza mujer-dragón, y nació en el reino místico, Makai. Ella vivía en el mismo barrio de Let y Jegan. Jegan estaba enamorado de ella, al igual que Let. Después de una lucha entre Let y Jegan en un gran torneo anual, Jegan es derrotado y, en venganza, crea una ilusión de él matando a Julia. Pero él sólo la secuestró y esperó hasta que se convirtió en un dragón de pleno derecho. Con todos los templos dragón destruidos, a Julia se le impidió tomar la prueba del dragón, por lo que ella se transformó en un dragón. Julia se salvó después de que Let pudo darle su elixir secreto que le devolvió a su forma.

- Belnika: Es una maga que conoce a Haru durante la saga de los Blue Guardians. Originalmente se creía que Belnika poseía el Etherion, la magia más poderosa del mundo, pero luego se descubre que no es ella quién lo posee y que la magia que ella tiene se llama defensa absoluta. Tras averiguar la verdad y saber que no poseía Etherion, ella se unió a Haru como una más.

- Griffon Kato: Este ser es el conductor del coche a caballo de Haru y Elie. Hace equipo con Tantimo, el "caballo" que puede moverse a velocidad supersónica. Respeta mucho a Plue y es un pervertido, pues le gusta mirar a Elie en paños menores. Se lo llama Griff, ya que su nombre entero a menudo es demasiado raro y retiene a la gente.

- Ruby: Es un animal con aspecto de pingüino de color rosa que es dueño de un casino flotante. A Ruby le encanta usar su riqueza para comprar tesoros raros. Cuando se entera de que Doryū está usando su dinero para fines malignos, es casi asesinado, y decide unirse a Haru. Ruby también tiene una mala tendencia de revelar los planes que sus compañeros han decidido durante la batalla.

- Bony: Es una estrella de mar habladora que siguió a los Guerreros de Delirio después de la salida Southernburg. A menudo es comida y vomitada por Lazenby.

- Lucian Leagrove: Siendo hijo del rey, Lucian Leagroove era el heredero no sólo al trono de Demond Card, también al Reino Leagroove. Él era un guerrero infame famoso en todo el Imperio como "El Demonio Rubio", un muchacho cuyo poder era imparable, aterrador e incontrolable, representando una amenaza para el mundo entero. Haciendo honor a su apodo, Lucian tiene el pelo rubio y largo, tres cicatrices sobre el lado derecho de su cara, una venda negra, y un traje negro; durante la batalla de Hardner, él lleva una armadura negra y tiene una nueva versión de su Decálogo de los Diez Poderes. Él es un poco más alto que Elie, y es de la misma edad de Haru. Lucian es sádico, cruel y, sobre todo, megalomaníaco, y usará a cualquiera para alcanzar sus metas sin importarle la destrucción y muertes que cause. Cerca del final de la serie, confiesa que ama a Elie, y quiere crear su propio orden mundial con ella a su lado.

- Celia: Es una sirena, la cual Haru encuentra por casualidad mientras bucea en la playa. Cuando aparece por primera vez, dice estar de vuelta a su tierra natal, la aldea Mildesta, pero una vez allí, el grupo descubre que todo ha sido arrasado por Pumpkin Doryū. Después de eso, se une al grupo temporalmente para intentar rescatar a su gente y a su hermana, la reina de la aldea. Posee magia acuática y la particularidad de otorgar piernas a sí misma y respiración acuática al resto del grupo.

## Videojuegos
Como serie, ha tenido adaptaciones a videojuegos para varias consolas. Los desarrolladores de todos ellos ha sido Konami.
- RAVE Groove Adventure: Yūkyū no Kizuna: Primer videojuego para PlayStation. Fue lanzado el 31 de enero de 2002 solo para consolas japonesas.

- RAVE Groove Adventure: Hikari to Yami no Daikessen: Segundo videojuego de la serie y el primero para Game Boy Advance. Fue lanzado el 20 de marzo de 2002 solo para consolas japonesas.

- Plue no Daibōken: Groove Adventure: Tercer videojuego de la serie y el segundo para PlayStation. Fue lanzado el 25 de julio de 2002 solo para consolas japonesas.

- RAVE Groove Adventure: Mikan no Hiseki: Cuarto videojuego y el tercer para PlayStation. Es de género RPG. Fue lanzado el 29 de agosto solo para consolas japonesas.

- RAVE MASTER: Special Attack Force! Quinto videojuego y el segundo para Game Boy Advance. Es un juego de lucha 2D con varios personajes que no fueron incluidos en la serie de anime. Fue lanzado el 8 de marzo de 2005 para consolas americanas. En Japón fue lanzado bajo el nombre de RAVE Groove Adventure: Hikari to Yami no Daikessen 2.

- RAVE MASTER: Sexto videojuego y el primero para Nintendo GameCube. Es un juego de lucha en 3D. Fue lanzado el 8 de marzo de 2005 solo para consolas americanas.

- RAVE: Ultimate Battle: Séptimo videojuego y el primero lanzado para sistemas Android. Es un juego social basado en la serie de anime. Fue lanzado el 27 de mayo de 2013.

## Contenido de la obra
Manga 
Véase también: Mangas de Rave 
 Anime 
Véase también: Episodios de Rave 

## Reparto
| Personaje            | Seiyū Japonés    | Actor de Voz (Latinoamérica) |
| -------------------- | ---------------- | ---------------------------- |
| Haru Glory           | Tomokazu Seki    | Víctor Ugarte                |
| Elie                 | Ayako Kawasumi   | Ana Lucía Ramos              |
| Hamrio/Hedara Mugika | Shotaro Morikubo | Roberto Carrillo             |
| Plue                 | Yukiji           | Fabián Mejía                 |
| Griffon Katou        | Katsuya Shiga    | Salvador Delgado             |
| Sieg Hart            | Masami Kikuchi   | Salvador Nájar               |
| Shuda                | Toshihiko Seki   | ?                            |
| Joven Shiba          | Koichi Tochika   | ?                            |
| King/Gale Leagrove   | Tesshō Genda     | ?                            |
| Reina                | Yukana Nogami    | Liliana Barba                |

## Música
| # | Opening            | Opening           | Opening         | Opening          | Opening   |
| # | Kana/kanji         | Rōmaji            | Traducción      | Intérprete       | Episodios |
| 1 | 『バタフライキス』 | Butterfly Kiss    | Beso Mariposa   | Chihiro Yonekura | 1-25      |
| 2 | 『高い高等』       | Higher and Higher | Alto y más Alto | Kumoko           | 26-51     |

| # | Ending             | Ending             | Ending              | Ending           | Ending    |
| # | Kana/kanji         | Rōmaji             | Traducción          | Intérprete       | Episodios |
| 1 | 『琥珀のゆりかご』 | Kohaku no Yurikago | Cuna de color ámbar | Chihiro Yonekura | 1-25      |
| 2 | 『飛行船』         | Hikousen           | Dirigible           | Kumoko           | 26-51     |